# 飯島愛子 (AV女優)
飯島 愛子（いいじま あいこ、1984年8月25日 - ）は日本のAV女優。バスト86cm・ウエスト59cm・ヒップ88cm。血液型はB型。

## 略歴
2003年にAVデビュー。

## 出演作品

### アダルトビデオ
- 素人OL逆ナンパリゾート（2000年9月23日、ゼット）
- チチくる!? イクイク（2003年11月21日(VHS) 2004年1月21日(DVD)、エイトマン）[1]
- 渋谷BLACK2 3 コギャルは眠らない 東京スマッシュヒット（2005年8月2日、ケイネットワーク）[1]
- 強淫性教育（2005年12月2日、チャンネルヴィ）
- 姦魔輪姦レイプ 危険な夏のプール（前編）（2006年7月5日、Tコンテンツ）[1]
- 姦魔輪姦レイプ 危険な夏のプール（後編）（2006年7月12日、Tコンテンツ）[1]

発売日不明
- 美脚おねだりレースクイーン（チャンネルヴィ）
- ゴリラ的厳選スペシャル! vol.5
- 姦魔輪姦レイプ 危険な夏のプール（前後編）（Tコンテンツ）
- スナップショット - Snap Shot On Parade vol.2
- 看護婦 NURSE
- D-MODE #22
- T-Backs